# Sphinctomyrmex nigricans
Sphinctomyrmex nigricans é uma espécie de formiga do gênero Sphinctomyrmex.